# Zsizsmann Ilona
Zsizsmann Ilona (Kolozsvár, 1936. november 16.) erdélyi magyar zenetanár, a zenei műveltség ébren tartója, népdalgyűjtő, Zsizsmann Kristóf (1933–2018) testvére.

## Életútja
Közép- és felsőfokú tanulmányait szülővárosában végezte a Zenei Líceumban (1954), a Gh. Dima Zeneművészeti Főiskolán szerzett tanári oklevelet (1959). 1959–60-ban a Diákművelődési Ház népi zenekarát irányította. 1960-tól 1990-ig, nyugdíjazásáig a kolozsvári Művészeti Líceum zenetanára volt. Aktív korszakában román ének tankönyvek fordításában, átdolgozásában vett részt.
Diákkorában végzett népdalgyűjtése Almási Istvánnal és Szenik Ilonával közös kötetben, A lapádi erdő alatt címmel jelent meg (Bukarest, 1957).